# Filipp Fortunatov
Filipp Fiodorovitch Fortunatov (en russe : Фили́пп Фёдорович Фортуна́тов), né à Vologda le 14 janvier 1848 et mort à Kossalmi le 3 octobre 1914, est un linguiste russe, spécialiste en linguistique comparée, membre correspondant de l'Académie des sciences de Saint-Pétersbourg (1898). Il est le fondateur de l'école linguistique de Moscou opposée à l'école linguistique de Saint-Pétersbourg de Nikolaï Vesselovski.

## Biographie
Né à Vologda, Filipp Fortunatov est le fils de Fedor Fortunatov, un professeur de l'éducation physique. Il fait ses études à la faculté des Lettres de l'université de Moscou où il s'initie à la linguistique comparée sous la direction de Fiodor Bouslaïev. Il obtient son degré de maîtrise ès sciences en 1871. En 1871-1873, il effectue un séjour scientifique à l'étranger - à Leipzig (chez Leskien et Curtius) à Paris (chez Bréal), à Oxford et à Cambridge. Ses premières recherches portent sur les idiomes de Lituanie et sur le sanskrit védique.
En 1874-1876, il enseigne le grec au gymnasium de Frantz Kreiman à Moscou. De 1876 à 1902 - privat-docent, professeur agrégé, chef du département de linguistique comparée de l'Université de Moscou, professeur de linguistique indo-européenne et générale. À partir de 1902, il travaille au département de la philologie de l'Académie des sciences de Saint-Pétersbourg, où il se consacre à la recherche linguistique. Il publie notamment en 1903, un travail de recherche portant sur les origines de l'alphabet glagolitique (Фортунатов Ф. Ф. О происхождении глаголицы. СПб., 1903).
Filipp Fortunatov dirige la première Commission pour statuer sur une réforme de l'orthographe, créée en 1904 par l'Académie impériale des sciences, qui compte aussi Aleksej Sachmatov, Fiodor Korsch (ru) et Jan Niecisław Baudouin de Courtenay,,.
Il meurt au village de Kossalmi près de Petrozavodsk où il séjournait régulièrement depuis 1895. Il est enterré à Kossalmi.